# انتونی رادزیوو
انتونی رادزیوو (انگلیسی: Anthony Radziwiłł؛ ۴ اوت ۱۹۵۹ – ۱۰ اوت ۱۹۹۹) کارگردان فیلم، تهیه‌کننده فیلم، و تهیه‌کننده تلویزیونی اهل ایالات متحده آمریکا بود.